# Histoire de la relativité générale

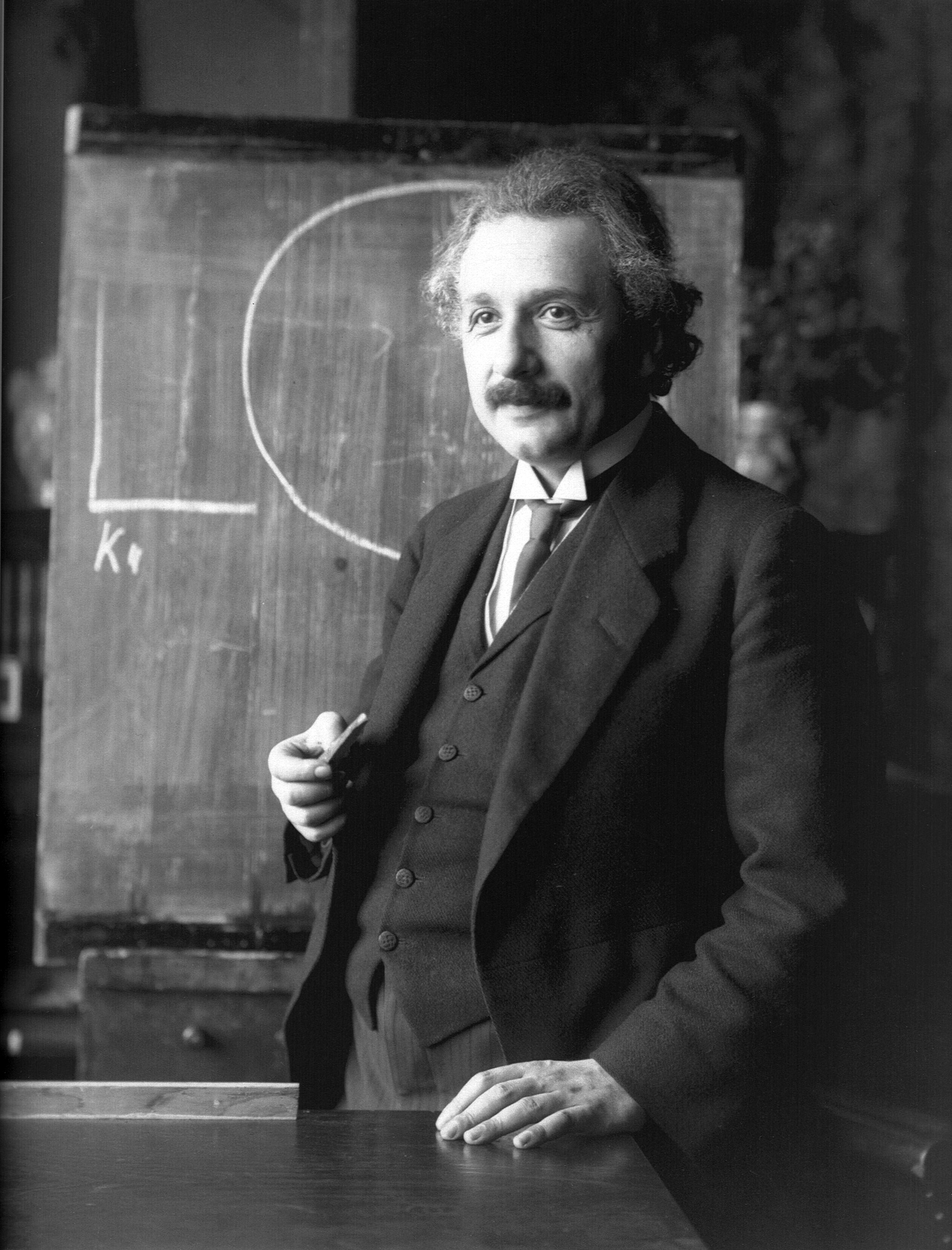
Albert Einstein durant une conférence à Vienne en 1921.

Les premières idées pour intégrer la gravitation à la relativité datent de 1905, date où la relativité restreinte est née. Henri Poincaré, Albert Einstein et bien d'autres ont fait des propositions pour cela. En 1915, Einstein et David Hilbert publient chacun un article proposant l'actuelle théorie de la relativité générale.
L’âge d'or de la relativité générale (de l'anglais : Golden age of general relativity) ou la renaissance de la relativité générale est une période s'étendant grossièrement de 1960 à 1980. À partir de 1955, la relativité générale a commencé à faire l'objet de très intenses recherches alors qu'elle avait jusque-là été occultée par le retentissement du développement de la mécanique quantique vers le milieu des années 1920. Pendant cette période d'une vingtaine d'années sont apparus nombre de concepts et de termes qui continuent encore aujourd'hui d'inspirer l'imagination des chercheurs en gravitation et celle du grand public, dont les trous noirs et les singularités gravitationnelles. Au même moment, à l'occasion d'un développement étroitement lié, l'étude de la cosmologie physique s'est intégrée dans ce courant principal et le Big Bang a fait l'objet d'une reconnaissance généralisée.

## Révolutions scientifiques
Un grand nombre de révolutions scientifiques caractérisent l'âge d'or de la relativité générale. Tout d'abord, et le plus important, le Big Bang est devenu le modèle cosmologique de référence. D'autres révolutions scientifiques recouvraient un intérêt grandissant pour :
- le rôle de la courbure dans la relativité générale ;
- l'importance théorique des trous noirs ;
- l'importance de la machinerie géométrique et les niveaux de structures mathématiques, spécialement l'opposition entre la structure locale de l'espace-temps (en) par rapport à la structure globale de l'espace-temps (en) ;
- la légitimation générale de la cosmologie étendue à l'ensemble de la communauté des physiciens.

L'Âge d'Or vit l'apparition de la première théorie de la gravitation concurrente, la théorie de Brans et Dicke, et les premières expériences de précision des théories de la gravitation. Cette ère a vu également un grand nombre de découvertes étonnantes en astronomie observationnelle :
- les quasars, objets de la taille du Système solaire et aussi lumineux que des centaines de galaxies modernes, tellement éloignés qu'ils datent des premiers âges de l'Univers ;
- les pulsars, bientôt interprétés comme étant des étoiles à neutrons en rotation ;
- Le premier candidat crédible au titre de trou noir, Cygnus X-1 ;
- le rayonnement de fond diffus cosmologique, preuve solide du Big Bang et de l'expansion subséquente de l'Univers.

## Historique

### 1915 - 1925

#### Premières validations expérimentales
En parallèle de la publication de sa théorie, Einstein s'est attaché à rechercher des phénomènes dont la relativité rendrait compte, mais pas la mécanique newtonienne. Il en dénombre trois :
- un phénomène connu mais mal expliqué : 
  - l'avance du périhélie de Mercure : Einstein trouve en 1915 par le calcul une valeur compatible avec les observations astronomiques[3];
- deux phénomènes jusqu'alors inconnus :
  - la déviation des rayons lumineux passant près d'une étoile : une déviation de l'ordre de grandeur prédit est observée durant l'éclipse solaire de 1919 mais ces résultats sont accueillis avec circonspection[4];
  - un décalage vers le rouge des raies d'émission d'atomes identiques mais soumis à un champ de gravité différent : le phénomène est mis en évidence en 1925 en étudiant le spectre de la naine blanche Sirius B[5].

Ces trois tests constituent durant plusieurs décennies l'unique ancrage expérimental de la relativité générale.

#### Apport de Karl Schwarzschild
Ayant lu l'article d'Einstein présentant l'équation de la relativité générale, Karl Schwarzschild entreprend de la résoudre dans le cas où toute la masse est concentrée dans une unique sphère, ce qui peut en première approximation s'appliquer au système solaire et donc permettre de calculer l'avance du périhélie de Mercure. La solution qu'il obtient semble présenter une singularité lorsque la sphère contenant la masse a un rayon plus petit qu'une longueur nommée depuis rayon de Schwarzschild. Karl Schwarzschild meurt l'année suivante sur le front russe. L'absence de singularité au niveau du rayon de Schwarzschild sera montrée bien plus tard, à la fin des années 1950.

### 1925 - 1950: traversée du désert
L'engouement pour la relativité générale consécutif à l'éclipse de 1919 retombe durablement dès le début des années 1920 : alors qu'elle représente un peu plus de 2,5% des articles publiés dans le domaine de la physique en 1921, moins de 0,5% des articles publiés n'en traite dès 1929 et ce jusqu'en 1958. 

### L'âge d'or
Certains des principaux évènements survenus pendant et autour de l'Âge d'Or sont :

#### Les années 1950
- 1953 : P. C. Vaidya publie Temps newtonien en relativité générale, dans Nature, 171, p. 260.
- 1956 : John Lighton Synge publie le premier texte sur la relativité qui met en évidence les diagrammes d'espace-temps et les méthodes géométriques;
- 1957 : Félix A. E. Pirani utilise la classification de Petrov (en) pour comprendre le rayonnement gravitationnel ;
- 1957 : Richard Feynman présente l'argument de la goutte gluante (en) ;
- 1959 : L'expérience de Pound-Rebka, première expérience de précision du décalage vers le rouge gravitationnel ;
- 1959 : Lluis Bel présente le tenseur de Bel-Robinson et la décomposition de Bel (en) du tenseur de Riemann ;
- 1959 : Arthur Komar présente la masse de Komar (en).

#### Les années 1960-1964
- 1960 : Martin Kruskal et George Szekeres présentent indépendamment l'un de l'autre les coordonnées de Kruskal-Szekeres pour le vide de Schwarzschild ;
- 1960 : confirmation de l'effet Shapiro ;
- 1960 : Thomas Matthews et Allan Sandage, en associant 3C 48 à une image optique ponctuelle, montrent qu'une radio-source peut avoir au plus un diamètre des 15 minutes-lumière ;
- 1960 : Carl H. Brans et Robert Dicke présentent la théorie de Brans et Dicke, la première alternative viable à la théorie de la relativité générale avec une motivation physique claire ;
- 1960 : Joseph Weber rapporte des observations d'ondes gravitationnelles, une affirmation maintenant généralement niée ;
- 1961 : Pascual Jordan et Jürgen Ehlers développent la décomposition kinématique d'une congruence pseudo-temporelle (en) ;
- 1962 : Roger Penrose et Ezra Ted Newman présentent le formalisme de Newman-Penrose (en) ;
- 1962 : Ehlers et Wolfgang Kundt procèdent à la classification des symétries des espaces-temps à ondes Pp (en) ;
- 1962 : Joshua Goldberg et Rainer K. Sachs prouvent le théorème de Goldberg-Sachs (en) ;
- 1962 : Ivor M. Robinson et Andrzej Trautman découvrent la poussière nulle de Robinson-Trautman ;
- 1962 : Ehlers présente les transformations d'Ehlers, une nouvelle méthode de génération des solutions ;
- 1962 : Cornelius Lanczos présente le potentiel de  Lanczos (en) pour le tenseur de Weyl ;
- 1962 : Richard Arnowitt, Stanley Deser et Charles W. Misner présentent la reformulation ADM et l'hyperbolicité globale (en) ;
- 1962 : travaux d'Yvonne Choquet-Bruhat sur le problème de Cauchy et l'hyperbolicité globale ;
- 1962 : Istvan Ozsvath et Englbert Schücking redécouvrent les ondes gravitationnelles monochromatiques à polarisation circulaire (en),
- 1962 : Hans Adolph Buchdahl découvre le théorème de Buchdahl ;
- 1962 : Hermann Bondi présente la masse de Bondi (en) ;
- 1963 : Roy Kerr découvre la solution du vide de Kerr des équations du champ d'Einstein ;
- 1963 : le décalage vers le rouge de 3C 273 et d'autres quasars montrent qu'ils sont très éloignés, et donc extrêmement lumineux ;
- 1963 : Newman, T. Unti et L. A. Tamburino présentent la solution du vide NUT ;
- 1963 : Roger Penrose présente les diagrammes de Penrose et les limites de Penrose ;
- 1963 : Premier symposium du Texas sur l'astrophysique gravitationnelle, organisé à Dallas, du 16 au 18 décembre ;
- 1964 : R. W. Sharp et Misner présentent la masse de Misner-Sharp ;
- 1964 : M. A. Melvin découvre la solution de l'électro-vide de Melvin, connu aussi comme l'univers magnétique de Melvin).

#### Les années 1965-1969
- 1965 : Roger Penrose prouve le premier des théorèmes sur les singularités de Penrose-Hawking ;
- 1965 : Newman et d'autres découvrent la solution de l'électro-vide de Kerr-Newman ;
- 1965 : Penrose découvre la structure des cônes de lumière dans les espaces temps d'onde gravitationnelle plane ;
- 1965 : Kerr et Alfred Schild (en) présentent les espaces-temps de Kerr-Schild ;
- 1965 : Subrahmanyan Chandrasekhar détermine un critère de stabilité ;
- 1965 : Arno Penzias et Robert Wilson découvrent le rayonnement du fond diffus cosmologique ;
- 1966 : Sachs et Ronald Kantowski découvrent la solution des poussières de Kantowski-Sachs,
- 1967 : Jocelyn Bell et Antony Hewish découvrent les pulsars ;
- 1967 : Robert H. Boyer et R. W. Lindquist présentent les coordonnées de Boyer-Lindquist pour le vide de Kerr ;
- 1967 : publication de Bryce DeWitt sur la gravité quantique de référence ;
- 1967 : Werner Israel prouve le théorème de calvitie ;
- 1967 : Kenneth Nordtvedt développe le formalisme PPN ;
- 1967 : Mendel Sachs (en) publie la factorisation des équations de champ d'Einstein ;
- 1967 : Hans Stephani découvre la solution de la poussière de Stephani ;
- 1968 : F. J. Ernst découvre l'équation d'Ernst ;
- 1968 : B. Kent Harrison découvre la transformation d'Harrison, méthode génatrice de solutions ;
- 1968 : Brandon Carter résout les équations géodesiques pour l'électro-vide de Kerr-Newmann ;
- 1968 : Hugo D. Wahlquist découvre le fluide de Wahlquist ;
- 1969 : William B. Bonnor présente le faisceau de Bonnor (en) ;
- 1969 : Penrose propose l'hypothèse de la censure cosmique (faible) et le processus de Penrose ;
- 1969 : Stephen W. Hawking prouve le théorème des surfaces pour les trous noirs ;
- 1969 : Misner présente l'univers mixmaster ;

#### Les années 1970
- 1970 : Franco J. Zerilli dérive l'équation de Zerilli ;
- 1970 : Vladimir A. Belinskiǐ, Isaak Markovich Khalatnikov et Evgeny Lifshitz présentent la conjecture BKL ;
- 1970 : Chandrasekhar parvient jusqu'à l'ordre post-Newtonien 5/2 ;
- 1970 : Hawking et Penrose prouvent que des surfaces pièges doivent être présentes dans les trous noirs ;
- 1970 : fusée à photon de Kinnersley-Walker ;
- 1970 : Peter Szekeres présente les ondes planes en collision ;
- 1971 : Peter C. Aichelburg (en) et Roman U. Sexl (en) présentent l'ultra poussée de Aichelburg-Sexl (en) ;
- 1971 : Présentation du vide de Khan-Penrose, un espace-temps d'onde plane en collision simple et explicite ;
- 1971 : Robert H. Gowdy présente les solutions du vide de Gowdy, modèles cosmologiques contenant des ondes gravitationnelles en circulation ;
- 1971: Cygnus X-1, le premier candidat solide pour un trou noir, découvert par le satellite Uhuru ;
- 1971: William H. Press découvre les anneaux des trous noirs par simulation numérique (en) ;
- 1971 : algorithme de Harrison et Estabrook pour la résolution des systèmes de PDE ;
- 1971 : James W. York présente la méthode conformale générant les données initiales pour la formulation de la valeur initial d'ADM ;
- 1971 : Robert Geroch présente le groupe de Geroch (en) et une méthode génératrice de solutions ;
- 1972 : Jacob Bekenstein propose que les trous noirs ont une entropie non-décroissante, qui peut s'identifier aux surfaces ;
- 1972 : Carter, Hawking et James M. Bardeen proposent les quatre lois de mécanique des trous noirs ;
- 1972 : Sachs présente les scalaires optiques (en) et prouve le théorème des pelures ;
- 1972 : Rainer Weiss propose le concept de détecteur interférométrique d'ondes gravitationnelles ;
- 1972 : J. C. Hafele et R. E. Keating réalisent l'expérience de Hafele-Keating ;
- 1972 : Richard H. Price étudie l'effondrement gravitationnel par simulations numériques ;
- 1972 : Saul Teukolsky dérive l'équation de Teukolsky ;
- 1972 : Iakov Zeldovitch prédit la transmutation de la radiation électromagnétique et gravitationnelle ;
- 1973 : P. C. Vaidya et L. K. Patel présentent la solution de la poussière nulle de Kerr-Vaidya ;
- 1973 : Publication par Charles W. Misner, Kip Thorne et John Wheeler du traité Gravitation, le premier texte moderne de relativité générale ;
- 1973 : Publication par Stephen W. Hawking et George F. R. Ellis de la monographie The Large Scale Structure of Spacetime (en) (Structures à grande échelle de l'espace-temps) ;
- 1973 : Robert Geroch présente le formalisme de GHP (en) ;
- 1974 : Russell Alan Hulse et Joseph Hooton Taylor découvrent le pulsar binaire Hulse-Taylor PSR 1913+16 ;
- 1974 : James W. York et Niall Ó Murchadha présentent l'analyse de la formulation de la valeur initiale et examinent la stabilité de ces solutions ;
- 1974 : R. O. Hansen présentent les moments multipolaires de Hansen-Geroch ;
- 1974 : Tullio Regge présente le calcul de Regge ;
- 1974 : Hawking découvre la radiation d'Hawking ;
- 1975 : Chandrasekhar et Steven Detweiler calculent les modes quasinormaux ;
- 1975 : Szekeres et D. A. Szafron découvrent les solutions de la poussière de Szekeres-Szafron ;
- 1976 : Penrose présente les limites de Penrose qui postulent que chaque géodésique nulle dans un espace-temps Lorentzien se comporte comme une onde plane ;
- 1978 : Penrose présente la notion d'un thunderbolt ;
- 1978 : Belinskiǐ et Zakharov montrent comment résoudre l'équation de champ d'Einstein en utilisant la transformation inverse par diffusion (en) ;
- 1978 : premier solitons gravitationnels ;
- 1979 : Richard Schoen et Shing-Tung Yau prouvent le théorème de la masse positive (en).

## La fin d'une ère
Le terme de l'âge d'or de la relativité générale est situé à la fin des années 1970 avec la prédiction théorique de l'évaporation des trous noirs par Stephen Hawking (radiation d'Hawking). Cette découverte est parfois considérée comme ouvrant la perspective d'une « quantification » de la relativité générale, c'est-à-dire de son inclusion dans une théorie quantique plus large, bien que cela ne fasse pas consensus.